# 昆塔·盒子总动员
昆塔·盒子总动员是中華人民共和國一部3D动画电影，於2013年8月2日上映。該影片是《昆塔》系列的第一部。影片讲述的是小勇士「菠菜」跟隨英雄「昆塔」拯救花生星球的故事。該影片的主题曲是《不可能是不可能的事》。